# Souf (région)
Pour les articles homonymes, voir Souf.
Le Souf est une région naturelle et socio-culturelle algérienne, située au Nord-est du Sahara algérien. C'est une des régions sahariennes les plus peuplées, et constitue un réseau villageois dense dont la capitale est El Oued. 
Le Souf est également une région à vocation agricole qui possède des centaines de milliers de palmiers implémentés en plein erg.

## Étymologie
Le toponyme du lieu « Souf » provient du terme Suf, qui signifie fleuve, rivière ou oued en berbère. La première mention concernant cette oasis se trouve dans les anciennes chroniques ibadites qui l'appelaient Sūf ou Asūf.

## Géographie

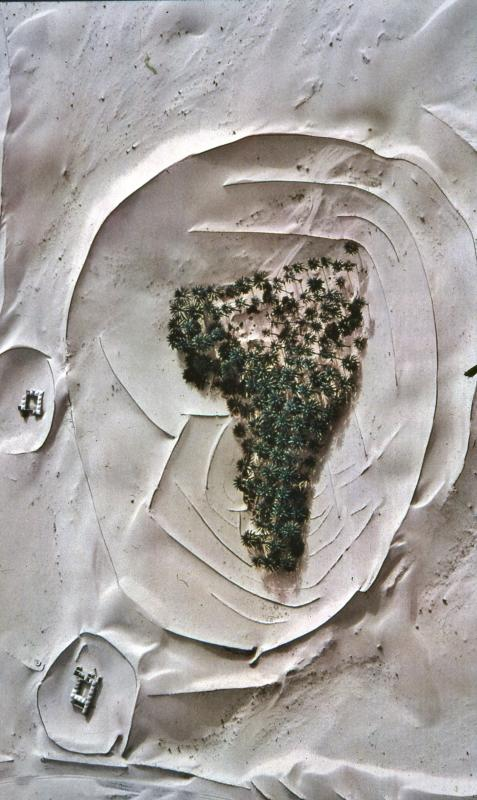
Vue aérienne d'un ghout.

Le Souf est situé au Nord du Grand Erg oriental, dans le Bas-Sahara, c'est le seul ensemble important d'oasis implémenté en plein erg, constituant ainsi un type exceptionnel d'oasis dans le Sahara algérien.
Le Souf constitue un réseau villageois qui comprend une soixantaine de localités, toutes distantes de 3 à 5 km des voisins, toutes reliées aujourd'hui par un réseau de routes rurales qui dessinent un véritable maillage. Les principaux centres sont El Oued, la capitale, qui compte plus de 100 000 habitants, et Guemar.
Le Souf possède un demi-million de dattiers qui sont cultivés d'une manière originale. Les habitants creusent dans le sable de l'erg de vastes entonnoirs appelés ghouts, au fond desquels l'ont plante des palmiers qui plongent leurs racines dans la nappe phréatique. En 2006, le nombre de palmiers atteint les 900 000, à quoi s'ajoutent les cultures irrigués du tabac, du maraîchage et la pomme de terre. Depuis les années 2000, le Souf est passé, d'une agriculture d'autoconsommation à une agriculture de marché ; il est devenu le leader national pour les cultures maraîchères.
La faune locale est composée notamment de fennecs et de scorpions. Le Souf abrite également des roses des sables.
La région est confrontée à de multiples problèmes ; notamment ceux liés à la remontée de la nappe phréatique en certaines zones et son rabattement en d'autres, ainsi qu'aux effets de l'urbanisation et de la pollution en conséquence de l'étalement urbain.

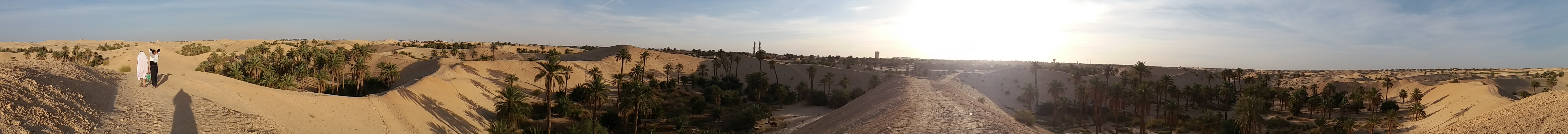
Paysage des ghouts.

## Population

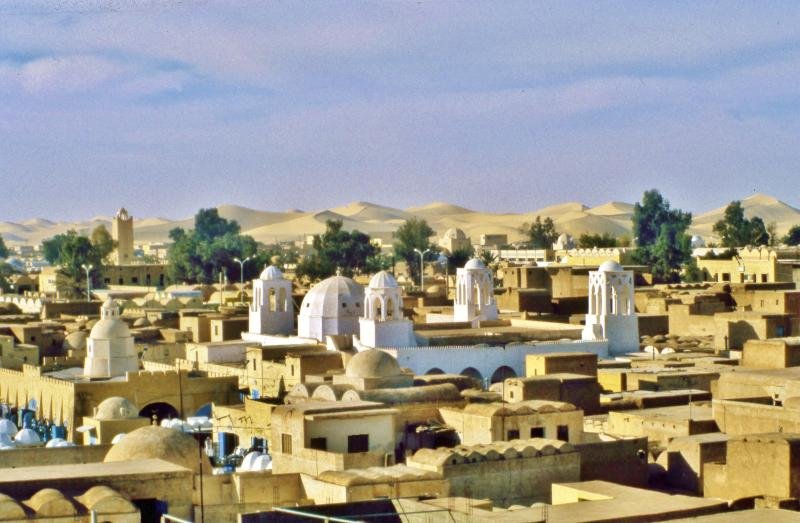
El Oued, la ville aux mille coupole.

À l'instar du reste du Bas-Sahara, le Souf est une des régions sahariennes les plus peuplées, la deuxième après le Ziban. C'est une région traditionnellement nataliste ; qui a connu une croissance démographique rapide, sa population passe de 280 000 habitants en 1987 à 500 000 selon le recensement de 2008, soit un taux d'accroissement annuel moyen de 2,6 %. Cette augmentation s'est accompagnée d'une urbanisation accélérée : plus de deux tiers d'urbains en 2008.
La population vit des palmeraies, mais également du commerce et du travail à l'extérieur. La société oasienne locale constitue une organisation sociale relativement égalitaire : chaque ghout appartient à une exploitation familiale.
Le Souf est une région isolée. Cela a encouragé une croissance considérable à cause de l'arrivée successive de diverses tribus en évasion dans ce « pays de refuge ». La région a attiré de nombreux nomades aujourd'hui sédentarisés, comme les Rebaïa venus pour beaucoup de Libye, puis les Troud, arrivés à partir du XIVe siècle. Les Châamba, venus plus tard au XVIIIe siècle, sont entrés dans un système d'alliances (çoff) avec d'autres groupes : Makhadma, Beni Thour et Saïd Otba. Ces nomades ont intégré des populations berbères zénètes préexistantes, qui ont habité la région probablement
à une époque postérieure à la domination romaine et ont adopté très tôt l'ibadisme.  
Lorsque des membres de la famille des Beni Djellab s'étaient réfugiés dans la région. Les habitants s'impliquent aux luttes qui opposaient Touggourt à Temacine et se divisent en deux çoff, l'un pour les Bou Okkaz, et l'autre pour les Ben Gana. La sédentarisation progressive des populations nomades a permis de créer des noyaux urbains. Jusqu'au XIXe siècle, on comptait sept villages principaux, dont faisait partie El Oued.

## Patrimoine

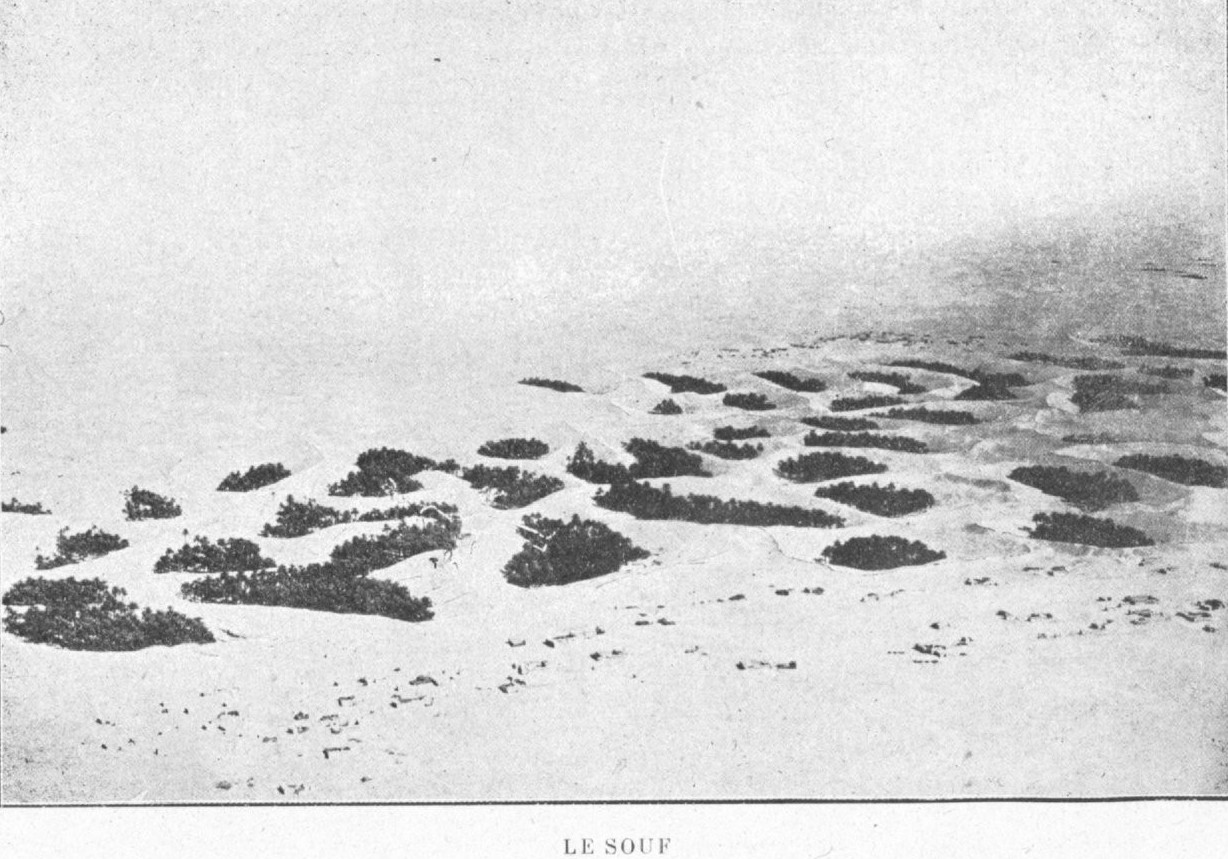
Le Souf au début du XXe siècle.

La région est inscrite sur la liste indicative du patrimoine mondial de l'Unesco depuis 2002 au titre des « Oued souf » pour les critères (ii)(iii)(iv)(v).
El Oued, la capitale de la région est surnommée la ville aux mille coupoles ; l'architecture est différentes de celle des autres villes sahariennes.
L'organisation des Nations unies pour l'alimentation et l'agriculture a inscrit les ghouts au patrimoine universel agricole en tant que « système ingénieux du patrimoine agricole mondial », toutefois, ils sont aujourd’hui marginalisés au profit de techniques modernes d'irrigation et menacés d'inondation. Depuis le début des années 2000, d'importantes sommes ont été allouées pour en assurer la sauvegarde, mais les solutions apportées ont eu des effets variés.